# 王筱梅
王筱梅（1958年11月—），安徽芜湖人，九三学社社员，江苏省政协委员，全国三八红旗手，苏州科技大学教授。

## 生平
1982年毕业于安徽师范大学化学系，1998年获北京理工大学硕士学位，2001年获山东大学博士学位，师从蒋民华院士。先后在复旦大学化学系、加拿大卡爾頓大學化学系做博士后研究。现任苏州科技大学材料科学与工程学院教授、博士生导师。

## 学术贡献
主要从事有机高分子光电材料的分子设计、合成与性能的研究工作。发表学术论文90余篇，获授权发明专利22项，主编教材2部。主持国家自然基金项目等30余项，研究成果获教育部自然科学二等奖等。2003年，获全国百篇优秀博士论文奖。